# 王固
王固（513年—575年），表字子堅，琅邪郡臨沂县人，南朝梁、南朝陳政治人物。

## 生平
王琳与梁武帝蕭衍之妹義興長公主蕭令嫕所生之子，梁武帝外甥，封莫口亭侯。少年时涉猎文史，州举秀才。初任秘書郎。转任太子洗馬，执掌東宮管記。生母去世，辞職服喪。服喪完毕明，任丹陽尹丞。侯景之乱爆发，逃到荆州江陵。湘東王蕭繹任命他为相国户曹属，执掌管記。担任出使西魏的使者。承聖元年（552年），转任太子中庶子，任貞威将軍、安南長史、尋陽郡太守。承聖三年（554年），西魏攻陷江陵，王固到达鄱陽，和兄长王質翻越東嶺，到达信安县。紹泰元年（555年），召为侍中，没有就任。陳朝永定年間，移居吴郡。天嘉二年（561年）入建康，任国子祭酒。天嘉三年（562年）担任中書令。天嘉四年（563年）转任散騎常侍、国子祭酒。同年，王固之女王少姬被立为皇太子陈伯宗的皇太子妃。
天康元年（566年），陈伯宗即位，受位侍中、金紫光禄大夫。当時安成王陳頊专权、王固是陈伯宗的岳父，以外戚宣密旨。陳頊废除陈伯宗篡位为陈宣帝，将要处死王固，陳頊因为王固没有兵权，而且名声较高，免官禁錮。
陈宣帝太建二年（570年），担任招遠将軍、宣惠豫章王諮議参軍。转任太中大夫、太常卿、南徐州大中正。太建七年（575年），在官任上去世。享年六十三岁。追贈金紫光禄大夫，諡恭子。
其子王宽，官至司徒左長史、侍中。
王固篤信佛教，生母死後終身食菜。夜间坐禅，白天诵读佛经。王固出使西魏，西魏人开宴会招待王固。请不要殺一只羊，那只羊在王固面前跪拜。昆明池開宴，西魏人因为南方人喜欢吃魚，張網捕魚，王固以佛法祝告，一只都没有捕获。

## 延伸阅读
[在维基数据编辑]
 《陳書·卷21》，出自姚思廉《陳書》